# Lepidiota oblonga
Lepidiota oblonga är en skalbaggsart som beskrevs av Brenske 1900. Lepidiota oblonga ingår i släktet Lepidiota och familjen Melolonthidae. Inga underarter finns listade i Catalogue of Life.